# Kaserneboulevarden
Kaserneboulevarden er en gade i Øgadekvarteret i Aarhus C.
Anlagt fra 1886 til 1890 som del af de ringgader, der skulle omkranse den hastigt voksende købstad. Gaden blev navngivet i 1892 med henvisning til infanterikasernen i Høegh-Guldbergs Gade, hvor Steno Museet ligger i dag.
Kaserneboulevarden begynder efter Paludan-Müllers Vej i krydset med Langelandsgade, og strækker sig derfra mod sydøst og udmunder i Høegh-Guldbergs Gade.